# Bactrocera cucurbitae
Bactrocera cucurbitae är en tvåvingeart som först beskrevs av Daniel William Coquillett 1899.  Bactrocera cucurbitae ingår i släktet Bactrocera och familjen borrflugor. Inga underarter finns listade.

## Bildgalleri

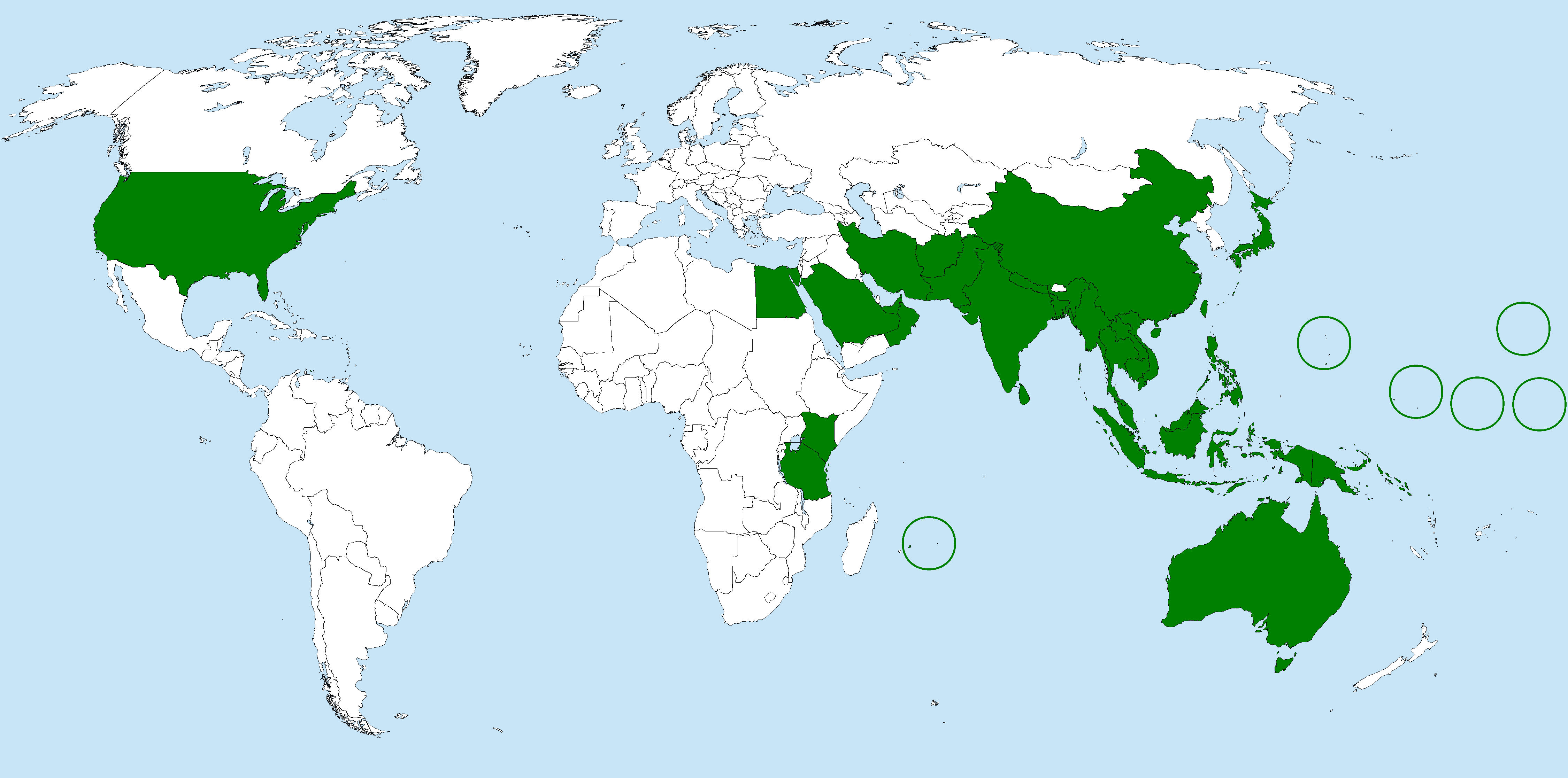
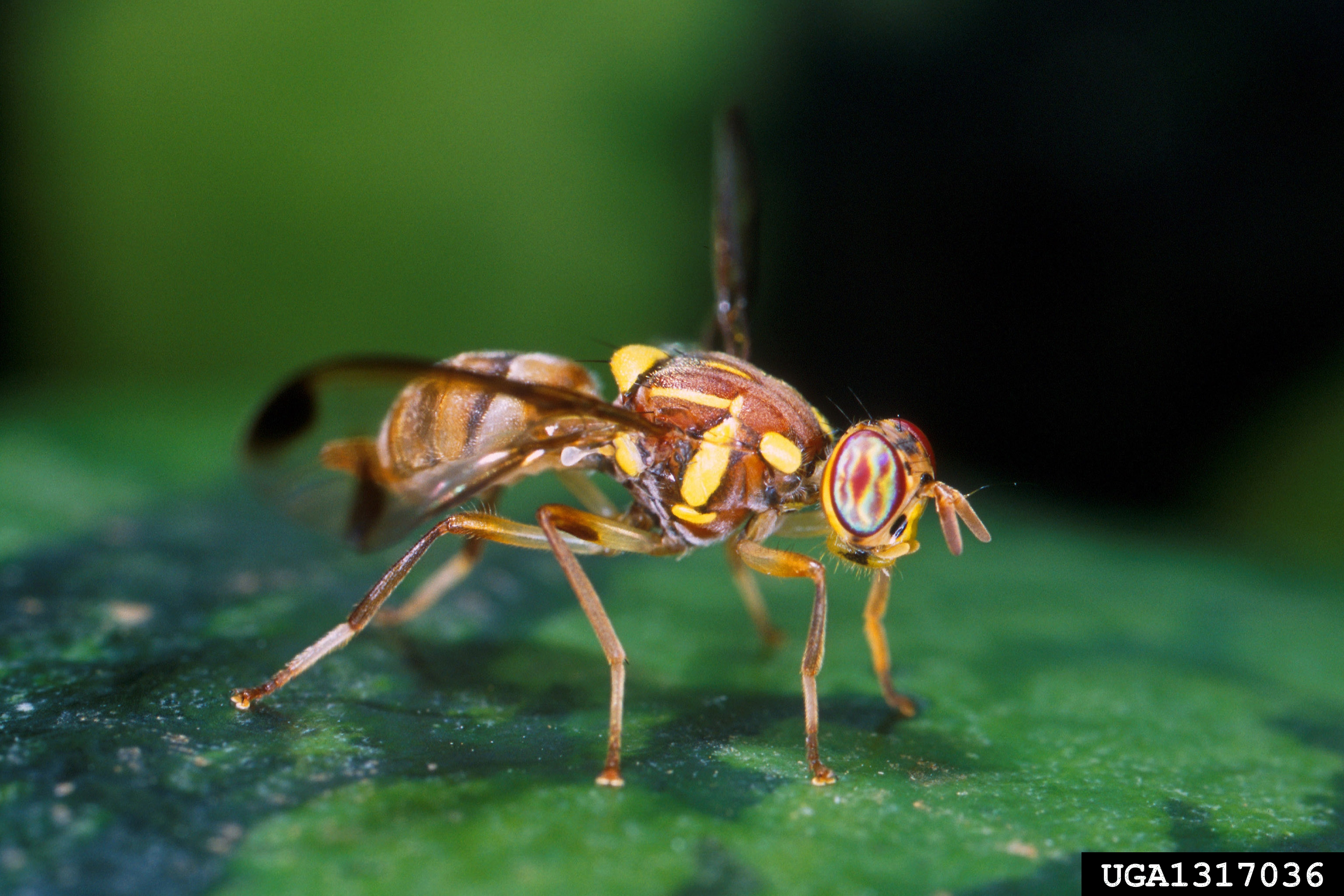
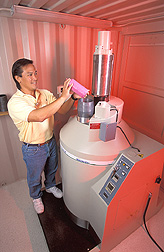
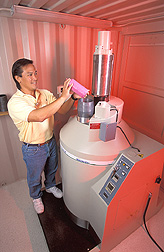